# Avrilière
Moma alpium
Espèce
L’Avrilière ou Noctuelle avrilière (Moma alpium) est une espèce de lépidoptères (papillons) de la famille des Noctuidae, de la sous-famille des Dyopsinae. Elle est appelée « Merveille du Jour » par les Anglais.

## Distribution
Eurasiatique, partout en Europe sauf le long de la Méditerranée. Répandue en France sauf régions méditerranéennes.

## Écologie
L'imago vole d'avril à juillet en une génération.

Ce papillon apprécie les forêts de chênes ou les forêts mixtes et évite les hautes altitudes.

La chenille se nourrit de divers arbres dont Quercus, aussi Fagus, Betula.